# Полино (Умбрия)
Полино (итал. Polino) — коммуна в Италии, располагается в регионе Умбрия, в провинции Терни.
Население составляет 284 человека (2008 г.), плотность населения составляет 15 чел./км². Занимает площадь 19 км². Почтовый индекс — 5030. Телефонный код — 0744.
Покровителем коммуны почитается святой Архангел Михаил, празднование 29 сентября.

## Демография
Динамика населения:

## Администрация коммуны
- Официальный сайт: